# Verteidigungsministerium (Ägypten)
Das ägyptische Ministerium für Verteidigung und Militärproduktion (arabisch وزارة الدفاع والإنتاج الحربي, DMG Wizārat ad-Difāʿ wa-l-Intāǧ al-Ḥarbī) ist für die Organisation der ägyptischen Streitkräfte zuständig und kümmert sich um die Verwaltung ihrer Angelegenheiten und die Instandhaltung ihrer Einrichtungen. Das Ministerium kümmert sich auch um die Belange der Hochschulen, die militärische Rekrutierung, Mobilisierung und Verwaltung der Veteranen sowie die Verwaltung der militärischen Fabriken in Ägypten. Die Agentur für die Verwaltung und Administration der Streitkräfte unterstützt dabei. Der Hauptsitz des ägyptischen Verteidigungsministeriums befindet sich in Kairo, und das Hauptquartier, das Oktagon, ist in der Neuen Verwaltungshauptstadt angesiedelt.

## Agentur für die Verwaltung der Streitkräfte
Die Agentur für die Verwaltung der Streitkräfte ist eine der Agenturen des ägyptischen Verteidigungsministeriums. Ihre Aufgaben umfassen die Auswahl von Freiwilligen auf der Grundlage medizinischer, physischer, kultureller, beruflicher und psychologischer Tests. Zudem legt sie Standards fest, um die Arbeitskräfte bestmöglich gemäß ihren Fähigkeiten und Potenzialen in den Truppen einzusetzen.

## Liste der Minister
Hier ist eine Liste der ägyptischen Verteidigungsminister seit der ägyptischen Revolution von 1952. Das Amt war bis zum 14. Mai 1971 als Kriegsminister bekannt. Der Minister hat die Aufgabe, die ägyptischen Streitkräfte zu leiten. Gemäß Artikel 201 der ägyptischen Verfassung wird der Minister als Oberbefehlshaber der Streitkräfte ernannt und stammt aus den Reihen der Offiziere.
| Nr. | Porträt | Minister                                                     | Titel | Amt übernommen     | Amt abgegeben       | Amtszeit           | Verteidigungszweig   | Ref.              |
| --- | ------- | ------------------------------------------------------------ | --- | ------------------ | ------------------- | ------------------ | -------------------- | ----------------- |
| 1   |         | Generalmajor Muhammad Nadschīb (1901–1984)                   | Oberbefehlshaber der Streitkräfte (1952) Minister für Krieg und Marine, Oberbefehlshaber der Streitkräfte (1952–1953)                   | 24. Juli 1952      | 18. Juli 1953       | 359 Tage           | Ägyptische Armee     | [ 3 ]             |
| 2   |         | Oberstleutnant ʿAbd al-Latīf al-Baghdādī (1917–1999)         | Kriegsminister | 8. Juli 1953       | 7. April 1954       | 273 Tage           | Ägyptische Luftwaffe | [ 3 ]             |
| 3   |         | Generalmajor ʿAbd al-Hakīm ʿĀmir (1919–1967)                 | Oberbefehlshaber der Streitkräfte | 7. April 1954      | 31. August 1954     | 146 Tage           | Ägyptische Armee     | [ 3 ]             |
| 4   |         | Oberstleutnant Husain asch-Schāfiʿī (1918–2005)              | Kriegsminister | 17. April 1954     | 31. August 1954     | 45 Tage            | Ägyptische Armee     | [ 3 ]             |
| (3) |         | Feldmarschall ʿAbd al-Hakīm ʿĀmir (1919–1967)                | Oberbefehlshaber der Streitkräfte (1954–1956) Vizepräsident der Republik, Kriegsminister, Oberbefehlshaber der Streitkräfte (1956–1962) | 31. August 1954    | 29. September 1962  | 8 Jahre, 29 Tage   | Ägyptische Armee     | [ 3 ]             |
| 5   |         | ʿAbd al-Wahāb al-Bischrī                                     | Kriegsminister | 29. September 1962 | 10. September 1966  | 3 Jahre, 346 Tage  | Ägyptische Armee     | [ 3 ]             |
| 6   |         | Schams ad-Dīn Badrān (1929–2020)                             | Kriegsminister | 10. September 1966 | 10. Juni 1967       | 273 Tage           | Ägyptische Armee     | [ 3 ]             |
| –   |         | ʿAbd al-Wahāb al-Bischrī vorübergehend                       | Kriegsminister | 19. Juni 1967      | 22. Juli 1967       | 33 Tage            | Ägyptische Armee     | [ 3 ]             |
| 7   |         | Amīn Huwaidī (1921–2009)                                     | Kriegsminister | 22. Juli 1967      | 24. Februar 1968    | 217 Tage           | Ägyptische Armee     | [ 3 ]             |
| 8   |         | General Muhammad Fauzī Hāchwā (1915–2000)                    | Kriegsminister, Oberbefehlshaber der Streitkräfte                                                                                       | 24. Februar 1968   | 14. Mai 1971        | 3 Jahre, 79 Tage   | Ägyptische Armee     | [ 3 ]             |
| 9   |         | General Muhammad Sādiq (1917–1991)                           | Kriegsminister, Oberbefehlshaber der Streitkräfte                                                                                       | 14. Mai 1971       | 26. Oktober 1972    | 1 Jahr, 165 Tage   | Ägyptische Armee     | [ 3 ]             |
| 10  |         | General Ahmad Ismāʿīl ʿAlī (1917–1974)                       | Kriegsminister | 26. Oktober 1972   | 28. Dezember 1974 † | 2 Jahre, 63 Tage   | Ägyptische Armee     | [ 3 ]             |
| 11  |         | General Muhammad ʿAbd al-Ghanī al-Dschamasī (1921–2003)      | Oberbefehlshaber der Streitkräfte | 28. Dezember 1974  | 4. Oktober 1978     | 3 Jahre, 280 Tage  | Ägyptische Armee     | [ 3 ]             |
| 12  |         | General Kamāl Hasan ʿAlī (1921–1993)                         | Minister für Verteidigung und militärische Produktion, Oberbefehlshaber der Streitkräfte                                                | 4. Oktober 1978    | 13. Mai 1980        | 1 Jahr, 222 Tage   | Ägyptische Armee     | [ 3 ]             |
| 13  |         | Generalleutnant Ahmad Badawī (1927–1981)                     | Minister für Verteidigung und militärische Produktion, Oberbefehlshaber der Streitkräfte                                                | 14. Mai 1980       | 3. März 1981 †      | 293 Tage           | Ägyptische Armee     | [ 3 ]             |
| 14  |         | Feldmarschall Muhammad ʿAbd al-Halīm Abū Ghazāla (1930–2008) | Minister für Verteidigung und militärische Produktion, Oberbefehlshaber der Streitkräfte                                                | 4. März 1981       | 15. April 1989      | 8 Jahre, 42 Tage   | Ägyptische Armee     | [ 3 ] [ 4 ] [ 5 ] |
| 15  |         | Generalleutnant Yūsif Sabrī Abū Tālib (1929–2008)            | Minister für Verteidigung und militärische Produktion, Oberbefehlshaber der Streitkräfte                                                | 15. April 1989     | 20. Mai 1991        | 2 Jahre, 35 Tage   | Ägyptische Armee     | [ 3 ]             |
| 16  |         | Feldmarschall Muhammad Husain Tantāwī (1935–2021)            | Minister für Verteidigung und militärische Produktion, Oberbefehlshaber der Streitkräfte                                                | 20. Mai 1991       | 12. August 2012     | 21 Jahre, 84 Tage  | Ägyptische Armee     | [ 3 ] [ 6 ]       |
| 17  |         | Feldmarschall ʿAbd al-Fattāh as-Sīsī (* 1954)                | Minister für Verteidigung und militärische Produktion, Oberbefehlshaber der Streitkräfte                                                | 12. August 2012    | 26. März 2014       | 1 Jahr, 226 Tage   | Ägyptische Armee     | [ 3 ] [ 7 ]       |
| 18  |         | General Sidqī Subhī (* 1955)                                 | Minister für Verteidigung und militärische Produktion, Oberbefehlshaber der Streitkräfte                                                | 27. März 2014      | 14. Juni 2018       | 4 Jahre, 79 Tage   | Ägyptische Armee     | [ 3 ] [ 8 ]       |
| 19  |         | General Muhammad Zakī (* 1956)                               | Minister für Verteidigung und militärische Produktion, Oberbefehlshaber der Streitkräfte                                                | 14. Juni 2018      | amtierend           | 4 Jahre, 348 Tage* | Ägyptische Armee     | [ 9 ]             |

* Die Amtszeit des Amtsinhabers wurde zuletzt aktualisiert: 28. Mai 2023

## Nachgeordnete Agenturen und Dienststellen
- Behörde für Bewaffnung der Streitkräfte
- Ingenieurbehörde der Streitkräfte
- Behörde für Finanzen der Streitkräfte
- Behörde für Logistik der Streitkräfte
- Behörde für Management und Verwaltung der Streitkräfte
- Behörde für die Ausbildung der Streitkräfte
- Behörde für militärische Operationen
- Militärische Justiz
- Moralische Angelegenheiten